# Youssouf Sabaly
Youssouf Sabaly (Le Chesnay, 1993. március 5. –) szenegáli válogatott labdarúgó, a Real Betis játékosa.

## Sikerei, díjai

### Klub
- Betis
  - Spanyol kupa: 2021-22

### Válogatott
- Franciaország U20
  - U20-as labdarúgó-világbajnokság: 2013